# Baunton
Baunton – wieś w Anglii, w hrabstwie Gloucestershire, w dystrykcie Cotswold. Leży 25 km na południowy wschód od miasta Gloucester i 130 km na zachód od Londynu.